# Вільйов'єко
Вільйов'єко (ісп. Villovieco) — муніципалітет в Іспанії, у складі автономної спільноти Кастилія-і-Леон, у провінції Паленсія. Населення — 89 осіб (2010).
Муніципалітет розташований на відстані близько 220 км на північ від Мадрида, 31 км на північ від Паленсії.

## Демографія
Динаміка населення (INE ):